# Giuliano Simeone
Giuliano Simeone Baldini (nascut el 18 de desembre de 2002) és un futbolista professional argentí que juga com a davanter al club Atlètic de Madrid i a la selecció argentina.

## Primers anys
Nascut a Roma quan el seu pare jugava al Lazio, Simeone va tornar a l'Argentina per viure amb la seva mare als quatre anys, i va començar la seva carrera amb River Plate. El setembre de 2019 va passar a les categories juvenils d'l'Atlètic de Madrid ; com que River no tenia un contracte professional, el club no va poder retenir-lo, i la mudança va ser aprovada posteriorment per la FIFA. Després es va incorporar a la plantilla Juvenil .

## Carrera de club

### Atlètic de Madrid B
Simeone va debutar amb l'equip B de l'Atlètic el 17 de gener de 2021, començant com a titular i marcant el primer gol en un empat 1-1 de Segona Divisió B fora de casa contra la UE Poblera. Va marcar tres gols més durant la temporada, però el seu equip va patir el descens.
Després de passar la pretemporada del 2021 amb el primer equip, Simeone va tornar al B ara a Tercera Divisió RFEF, marcant vuit gols en 11 partits entre els mesos de novembre i desembre.
Va debutar amb l'Atlètic de Madrid sènior en un empat a la Lliga 0-0 amb el Granada el 20 d'abril de 2022, i va entrar com a substitut al minut 91.

### Cessions al Reial Saragossa i Alavés
El 4 de juliol de 2022, Simeone va ser cedit al Reial Saragossa de Segona Divisió per a la temporada. Va marcar el seu primer gol com a professional dos mesos després, quan va fer el primer gol en una derrota a casa per 2-1 contra el CD Lugo.
El 21 de juliol de 2023, Simeone va renovar el seu contracte amb l'Atlètic fins al 2028 i va passar un any cedit al Deportivo Alavés a la primera categoria. El 6 d'agost, durant un amistós de pretemporada contra el Burgos CF, es va trencar el peroné i també va patir una lesió al turmell després d'una entrada de José Joaquín Matos.

### Tornada a l'Atlètic de Madrid
Simeone va tornar al seu club matriu, l'Atlètic de Madrid abans de la temporada 2024-25. El 3 de novembre de 2024, va marcar el seu primer gol amb el club en una victòria per 2-0 contra UD Las Palmas.
El 29 de gener de 2025, va marcar el seu primer gol a la Lliga de Campions i va donar una assistència en una victòria a domicili per 4-1 contra l'RB Salzburg.

## Carrera internacional
El 2024, Simeone va ser seleccionat per representar l'Argentina als Jocs Olímpics d'estiu de 2024, on va marcar en el partit inaugural, una derrota per 2-1 contra el Marroc.
Va debutar amb la selecció nacional sènior de futbol el 19 de novembre del mateix any contra la selecció del Perú en una eliminatòria per a la Copa del Món de la FIFA 2026. En fer-ho, es va convertir en el segon fill de Diego Simeone a jugar represenant l'Argentina després de Giovanni Simeone.

## Vida personal
Simeone és fill del seu actual entrenador a l'Atlètic de Madrid, Diego Simeone. Els seus germans Giovanni i Gianluca també són futbolistes.